# Jovellar
Jovellar (Bayan ng Jovellar) är en kommun i Filippinerna. Kommunen ligger på ön Luzon, och tillhör provinsen Albay. Folkmängden uppgår till 17 308 invånare år 2015.

## Barangayer
Jovellar är indelat i 23 barangayer.
| - Bagacay - Rizal Pob. (Bgy. 1) - Mabini Pob. (Bgy. 2) - Plaza Pob. (Bgy. 3) - Magsaysay Pob (Bgy. 4) - Calzada Pob. (Bgy. 7) - Quitinday Pob. (Bgy. 8) - White Deer Pob. (Bgy. 9) - Bautista - Cabraran - Del Rosario - Estrella | - Florista - Mamlad - Maogog - Mercado Pob. (Bgy. 5) - Salvacion - San Isidro - San Roque - San Vicente - Sinagaran - Villa Paz - Aurora Pob. (Bgy. 6) |